# Mobile Suit Gundam: Side Story - The Blue Destiny
Mobile Suit Gundam: Side Story - The Blue Destiny est un jeu vidéo de tir au pistolet développé et édité par Bandai en août 1997 sur Saturn. C'est une adaptation en jeu vidéo de la série basée sur l'anime Mobile Suit Gundam. C'est la compilation d'une série de trois jeux.